# أحمد أباد (قهاب صرصر)
أحمد أباد (بالفارسية: احمدآباد) هي مستوطنة تقع في إيران في قسم قهاب صرصر الريفي.